# 官池镇
官池镇，是中华人民共和国陕西省渭南市大荔县下辖的一个乡镇级行政单位。

## 行政区划
官池镇下辖以下地区：
官池村、帖家村、沙里村、北丁村、中草村、小元村、西阳村、北阳村、东阳村、拜家村、石槽村、东里村、西里村、龙泉村、张家庄村、九龙村、新党村、三教村、孙家村、成王村、眭家村、伍家湾村、马一村、马二村、苏胡村、南王马村和北王马村。